# العادية (بني مطر)

تعديل مصدري - تعديل

العادية هي إحدى قرى عزلة بني قيس بمديرية بني مطر التابعة لمحافظة صنعاء، بلغ تعداد سكانها 103 نسمة حسب تعداد اليمن لعام 2004.